# 20 años sin noticias
20 años sin noticias —estilizado como 20 años SIN NOTICIAS— es el duodécimo álbum de estudio del cantautor español de música pop Melendi. Fue lanzado el 10 de noviembre de 2023 por Sony Music.
En este álbum Melendi celebra el vigésimo aniversario de su álbum debut Sin noticias de Holanda con diez canciones del disco regrabadas, además de otras cuatro canciones regrabadas de los álbumes Que el cielo espere sentao y Mientras no cueste trabajo.
El album cuenta con las colaboraciones de 12 artistas españoles, entre ellos Manuel Carrasco, David Bisbal, India Martínez y Rosario.

## Lista de canciones
| N.º | Título                                            | Álbum original             | Duración |  |
| 1.  | «Con la luna llena» (con Manuel Carrasco)         | Sin noticias de Holanda    | 3:35     |  |
| 2.  | «Hablando en plata» (con Hens)                    | Sin noticias de Holanda    | 3:09     |  |
| 3.  | «Caminando por la vida» (con David Bisbal)        | Que el cielo espere sentao | 3:28     |  |
| 4.  | «Sin noticias de Holanda» (con Funzo & Baby Loud) | Sin noticias de Holanda    | 3:38     |  |
| 5.  | «Con solo una sonrisa» (con India Martínez)       | Que el cielo espere sentao | 3:55     |  |
| 6.  | «Sé lo que hicisteis» (con Natos y Waor)          | Sin noticias de Holanda    | 3:30     |  |
| 7.  | «Desde mi ventana» (con Rosario)                  | Sin noticias de Holanda    | 3:46     |  |
| 8.  | «Un recuerdo que olvidar» (con Taburete)          | Sin noticias de Holanda    | 2:55     |  |
| 9.  | «Mi rumbita pa' tus pies» (con Pole.)             | Sin noticias de Holanda    | 3:20     |  |
| 10. | «El informe del forense» (con La Cebolla)         | Sin noticias de Holanda    | 3:18     |  |
| 11. | «Echarte a suertes» (con David Barrull)           | Mientras no cueste trabajo | 3:10     |  |
| 12. | «Vuelvo a traficar»                               | Sin noticias de Holanda    | 3:44     |  |
| 13. | «Por amarte tanto» (con José Mercé)               | Mientras no cueste trabajo | 3:19     |  |
| 14. | «Una historia de tantas»                          | Sin noticias de Holanda    | 3:44     |  |